# Arthur Schuster

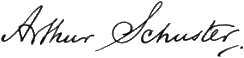
Firma di Arthur Schuster

Franz Arthur Friedrich Schuster (Francoforte sul Meno, 12 settembre 1851 – Berkshire, 14 ottobre 1934) è stato un fisico tedesco.

## Biografia
Nasce a Francoforte sul Meno, in Germania, da Francis Joseph Schuster, commerciante di cotone e banchiere, e Marie Pfeiffer. I genitori, sposati nel 1849, si convertono dall'ebraismo al cristianesimo, educando i figli secondo questa fede. 
Cinque anni dopo ottiene, insieme ai fratelli, la cittadinanza britannica. Fin dall'infanzia mostra notevole interesse verso la scienza, di cui riceve i primi insegnamenti al ginnasio di Francoforte, dal professore Harald Schultz, che gli dava anche insegnamenti privati a casa. Nell'estate del 1870 si trasferisce in Inghilterra, dove lavora nell'azienda tessile gestita dal padre fino all'anno seguente, quando inizia a studiare matematica e fisica all'Università Victoria di Manchester (allora chiamata Owens College), rispettivamente con Thomas Barker e Balfour Stewart. Inoltre, insieme al futuro chimico Henry Enfield Roscoe inizia a intraprendere degli studi riguardanti l'idrogeno e l'azoto. Trascorre poi un anno all'Università di Heidelberg dove incontra Gustav Robert Kirchhoff; dopo aver conseguito il dottorato in data 25 febbraio 1873, fa ritorno all'Owens College. Dopo un altro periodo di studi in Germania, con Wilhelm Eduard Weber e Hermann von Helmholtz, torna in Inghilterra, dove insieme a Norman Lockyer viene nominato a capo di una spedizione in Siam con l'obiettivo di fotografare la corona solare durante l'eclissi solare del 6 aprile 1875.

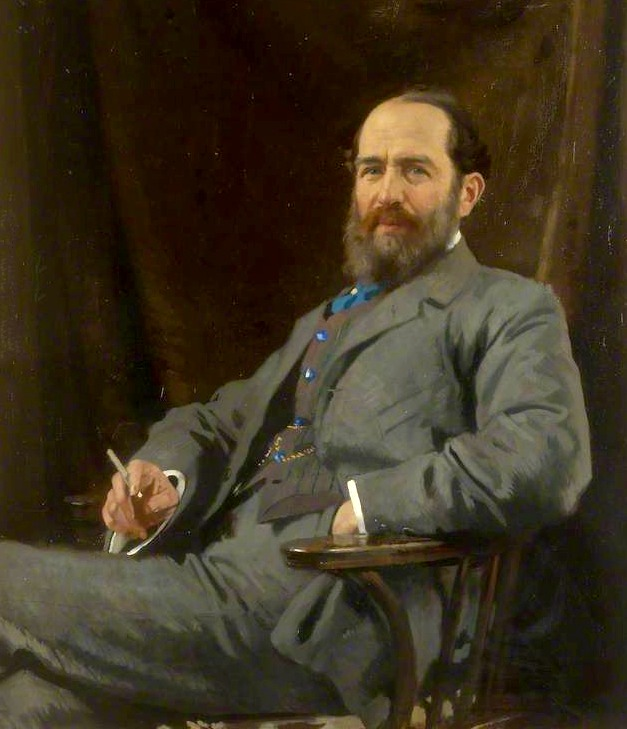
Ritratto di Schuster, realizzato nel 1912 da William Orpen.

Quando nel 1875 fa ritorno a Manchester inizia degli studi sull'elettricità e poi studia per cinque anni al Laboratorio Cavendish, dove conosce James Clerk Maxwell e John William Strutt. Nel 1881, invece, viene nominato professore del dipartimento di matematica dell'Università di Manchester, e nel 1888 di quello di fisica. Nel 1897 all'Università vengono donate 10 000 £ per la costruzione di un nuovo laboratorio di fisica, del cui progetto Schuster decide di occuparsi. La costruzione del laboratorio inizia il 4 ottobre 1898. Nel 1907 si dimette dalla cattedra, venendo sostituito da Ernest Rutherford.
Alcuni anni dopo, nel 1913, diventa membro sia della NAS che dell'American Philosophical Society.
Muore il 14 ottobre 1934 a Berkshire ed è sepolto al Brookwood Cemetery.

## Scoperte
Schuster è noto per essere stato il primo studioso, nel 1898, ad aver utilizzato il termine antimateria, in due lettere inviate alla rivista Nature, sostenendo l'esistenza di un sistema solare formato appunto da antimateria in cui anche la gravità era repulsiva. Il fisico Subrahmanyan Chandrasekhar, invece, attribuisce a Schuster la scoperta della soluzione al problema del trasferimento radiativo, in seguito perfezionata da Karl Schwarzschild.